# Eutingen im Gäu
Eutingen im Gäu är en kommun och ort i Landkreis Freudenstadt i regionen Nordschwarzwald i Regierungsbezirk Karlsruhe i förbundslandet Baden-Württemberg i Tyskland. 
De tidigare kommunerna Göttelfingen und Rohrdorf uppgick i Eutingen 1 juli 1971 och namnet ändrades 19 november 1971 till Eutingen im Gäu. Kommunen Weitingen gick 1 januari 1975 samman med Eutingen im Gäu.
Kommunen ingår i kommunalförbundet Horb am Neckar tillsammans med staden Horb am Neckar och kommunen Empfingen.